# Sultan sa Barongis
Sultan sa Barongis est une localité de la province de Maguindanao, aux Philippines. En 2015, elle compte 22 425 habitants.